# ストラスブール大学
ストラスブール大学（ストラスブールだいがく、Université de Strasbourg、英語: Strasbourg University）は、フランス・ストラスブールの公立研究大学。ドイツ語名称はシュトラスブルク大学（Universität Straßburg）。
19名のノーベル賞受賞者、2名のフィールズ賞受賞者を輩出した欧州屈指の研究大学であり、ヨーロッパ研究大学連盟の最高位に位置する。
ルター派プロテスタント系大学として、17世紀末にアルザス＝ロレーヌ地域がフランス領となった後もドイツ語で教育が行われたが、フランス革命によってフランス語教育校へと転換された。普仏戦争で同地域がドイツ領となり再びドイツ語教育校となったが、第一次世界大戦の結果フランス領となってからは現在のフランス語教育校となっている。
世界大学ランキング2013-2015において、3年連続で世界トップ100校のうちに選ばれている。2016年のロイターによる「世界で最も革新的な大学トップ100」では、世界98位にランクインしている。

## 構成
- ストラスブール第一大学 / ルイ・パストゥール大学　Université de Strasbourg I / Université Louis Pasteur （名称はルイ・パストゥールに由来）
- ストラスブール第二大学 / マルク・ブロック大学　Université de Strasbourg II / Université Marc Bloch （名称はマルク・ブロックに由来）
- ストラスブール第三大学 / ロベール・シューマン大学　Université de Strasbourg III / Université Robert Schuman （名称はロベール・シューマンに由来）
なお、ドイツのデュッセルドルフにあるロベルト・シューマン音楽大学（独名：Robert-Schumann-Hochschule）は、英語ではRobert Schumann Universityとも呼ばれるが、本学とは別の大学であり、その校名もロベール・シューマン（Robert Schuman）ではなく、作曲家のロベルト・シューマン（Robert Schumann）に因むものである。

## 教職員
- アドルフ・フォン・バイヤー - 1871年から教授
- ヴィルヘルム・レキシス - 1872年から教授
- リヒャルト・フォン・クラフト＝エービング - 1872年から1年間教授
- アントン・ド・バリー - 1872年～1888年教授
- アドルフ・クスマウル - 1876年から内科部長
- オスヴァルト・シュミーデベルク - 1872年～1918年薬理学教授
- ジャン＝マリー・レーン - 卒業生であり、教授
- ゲオルク・ジンメル - 1914年から教授
- リュシアン・フェーヴル - 1919年から教授
- モーリス・アルブヴァクス - 教授
- ルイ・パスツール
- 浦太郎 - 1979年から客員教授
- 大島俊之 (法学博士) - 日本の教授だが、1995年から1997年まで在外研究
- エミール・フィッシャー

## 関係者

### 出身者
- シャルル・ヴルツ - 1839年に卒業
- クラフト夫妻
- ヨハン・ヴォルフガング・フォン・ゲーテ
- エマニュエル・レヴィナス
- モーリス・ブランショ
- アルブレヒト・コッセル
- オットー・レーヴィ - ノーベル生理学・医学賞受賞者
- ジュール・ホフマン - ノーベル生理学・医学賞受賞者
- ジャン＝ピエール・ソヴァージュ - ノーベル化学賞受賞者
- アルベルト・シュヴァイツァー
- ゲオルク・ビュヒナー
- アルベルト・フジモリ - 日系の元ペルー大統領。1964年から物理学を学んだ
- クレメンス・メッテルニヒ
- ジャン＝クロード・ユンケル
- エルンスト・レーマク
- アーセン・ベンゲル - サッカー監督
- ルイ・ネール - 1932年にLouise Weiss教授の下、ストラスブール大学で学位をとり、1937年から1945年まで同大学教授。
- カール・シュミット

### 日本人出身者
- 下山順一郎 - 1883-1887年に留学
- 高橋順太郎 - 1884-1885年に留学
- 森島庫太
- 林春雄
- 柳井俊二 - 外交官
- 田川建三
- 岸田秀 - 精神分析学者
- 小島剛一 - 言語学者